# 谭延闿
譚延闓（1880年1月25日—1930年9月22日），幼名寶璐，字組庵，或作祖庵、組安、祖安，別號無畏，齋號切齋，湖南茶陵人，中華民國政治人物。曾任湖南都督，第二任國民政府主席、第一任行政院院長。當年與陳三立、谭嗣同並稱「湖湘三公子」；「國民黨四大書法家」之一。

## 生平

### 早年
清光绪五年（1879年）農曆十二月十四日（1880年1月25日），譚延闓出生於浙江杭州。父親譚鍾麟曾任清戶部左侍郎、工部尚書、閩浙總督、四川總督、兩廣總督、直隸總督:5，並在兩廣總督任內镇压1895年孙中山第一次广州起义。
延闓自幼聰穎好學，5歲入私塾。其父谭钟麟官高位顯，規定延闓三天要寫一篇文章，五天要寫一首詩，還要練寫歐陽詢、顏真卿大楷、小楷毛筆字。11歲學八股文學，曾以文章，獻清德宗帝師翁同龢，同龢覽後，稱「訪文卿，見其第三子，秀發，年十三，所作制義奇橫可喜，殆非常之才也。」
光緒廿八年（1902年）譚延闓在長沙參加鄉試，成績為湖南第九十九名舉人:4，光緒三十年（1904年）3月開封會試第一名，成為中國最後一個會元，亦填補了湖南在清代200餘年無會元的空白。同年7月殿試位列二甲三十五名。後以進士朝考名列第一（朝元）選庶吉士，散館授翰林院編修。譚延闓和譚嗣同、陳三立並稱「湖湘三公子」:6。

### 预备立宪时期
光緒三十三年（1907年）組織「湖南憲政公會」，積極推行君主立憲制。宣統元年（1909年）舉為湖南咨議局議長，成為湖南立憲派首腦人物。

### 辛亥革命时期

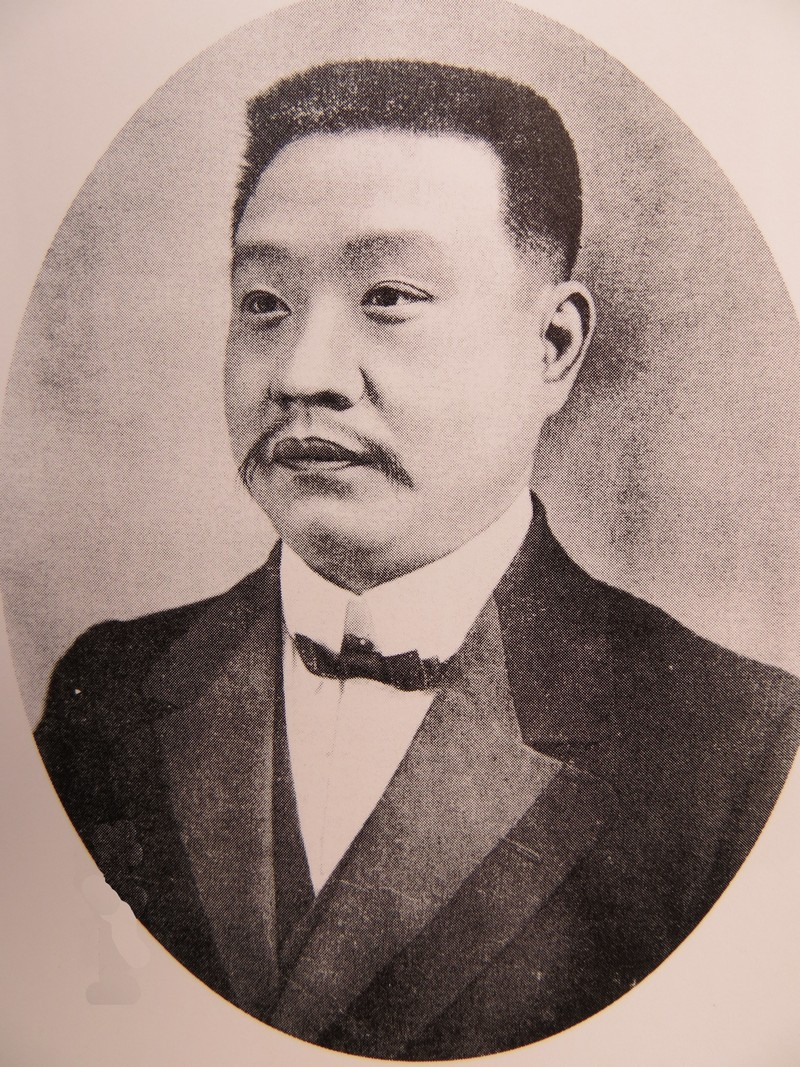
中年时期的谭延闿

辛亥革命時投入革命黨，長沙光復後，革命党人湖南都督焦达峰遭梅馨殺害，隨後譚被舉為湖南軍政長官和湖南參議院議長，後三任湖南都督。
民國元年（1912年）加入國民黨，任湖南黨支部部長。

### 二次革命
1913年7月上旬，二次革命發生，譚延闓被革命黨人脅迫，於7月25日宣布湖南獨立。8月中，黃興、李烈鈞等人見事敗遁逃，譚延闓亦在8月12日取消湖南獨立，後被袁世凱免職，判刑4年。袁世凱赦免譚延闓，但不准他回鄉；譚只好在青島租界和上海租界過著流亡生涯:9。

### 洪宪帝制时期
護國戰爭爆發，湖南將軍湯薌銘被迫於1916年5月29日宣佈獨立，他卻在7月5日逃離長沙，湖南省內雖曾推舉劉人熙為都督，但無法維持治安，8月3日，譚延闓被任命為湖南省長兼署督軍，收拾亂局，試圖將湘軍裁減一半，興辦實業和教育。

### 護法運動時期
1917年7月1日，張勳擁溥儀復辟，遜清小朝廷雖授譚延闓湖南巡撫，但他支持共和，反對復辟。段祺瑞成功鎮壓張勳後，便着意處理兩廣「自主」問題。8月6日，段祺瑞任命傅良佐為湖南督軍，譚延闓於8月10日向陸榮廷求援。傅良佐到湖南上任後，立刻撤除林修梅、劉建藩軍職，林、劉二人便於9月18日在湘南獨立，引發護法戰爭。因不信任譚延闓，段祺瑞政府於10月9日命周肇祥為署理湖南省長，替代譚延闓，因此譚延闓離開湖南往上海。11月15日，傅良佐與周肇祥逃離湖南:11，段祺瑞也於11月22日辭總理職，代總統馮國璋便於12月7日再次任命譚延闓為省長兼署督軍，可是他卻不肯回任。1918年夏，因吳佩孚請求南北罷戰，譚延闓代表廣州軍政府回到湖南接洽吳佩孚。

### 安福国会时期
1918年3月，張敬堯被任命為湖南督軍，因為非作歹激起「驱张运动」，1920年6月撤離湖南，其弟張敬湯被殺:11。張敬堯因治理無方，激起民眾驱张。毛泽东因為沒有任何派系和既得利益，在《湖南改造促成會復曾毅書》、《湖南建設的根本問題》等文章裡，主张湖南獨立：「吾人主張『湘人自決主義』，其意義並非部落主義，又非割據主義，乃以在湖南一塊地域之文明，湖南人應自負其創造之責任。……湘人自決主者，門羅主義也。湖南人者湖南人之湖，湖南人不干涉外省事，外省人亦切不可干涉湖南事。」之后譚延闓再任湖南督军，提倡聯省自治，反對武力統一中國。

### 直皖战争时期
1920年8月16日，譚延闓通電呼籲各省自行憲政:12。10月4日，湖南各界聯合會呼籲譚延闓召集制憲會議，10月10日毛澤東的朋友和盟友彭璜在湖南商會等支持下要求《湖南憲法》大遊行，直到譚延闓表示同意召開「人民制憲會議」，才解散示威群眾:13。1920年11月7日，程潜部下湖南第六区（醴陵）守备司令李仲麟等发动“平江兵变”，以士兵「闹饷」为名枪杀了谭派军官蕭昌炽，11月22日通电要求谭延闿下台，同时兵逼长沙。11月23日谭延闿宣布辞职，离开湖南，轉赴上海。譚延闓決定讓位給趙恒惕，趙大體維持譚延闓之政策:14。12月11日，趙恒惕宣布成立根本法籌備處，12月21日通電各省聯省自治:15。

### 东征战争时期
1922年重新加入中國國民黨，隨孫中山赴廣州任大元帥府內政部部長、湖南省省长兼湘军总司令。。

### 北伐战争时期
1925年，任国民革命军第二军军长。1926年，为国民党第二届中央执行委员会委员，3月代理广州国民政府主席，7月代理国民党中央党部主席。

### 宁汉分裂时期
1927年任武汉国民政府战时经济委员会委员。9月宁汉沪三方在上海成立国民党中央特别委员会（担任主席）。

### 南京政府时期
1928年2月任南京国民政府主席，10月转任行政院院长，兼任首都建设委员会委员，财政委员会委员长，总理陵园管理委员会委员。

### 去世
1930年9月22日病逝南京，葬於紫金山中山陵旁。

### 纪念
譚延闿墓由蒋中正為其墓碑題詞，墓碑正面原阴刻有蒋中正手书，右上为一列小字“中华民国二十年九月四日”，正中上半部并刻两列小字“中国国民党中央执行委员行政院院长前国民政府主席”、下半部大书“谭公延闿之墓”，左下角署“国民政府主席蒋中正敬题”。
1949年中華人民共和國成立后，碑上的文字被全部磨去，由时任中山陵园管理处第一任处长的高艺林改题为“灵谷深松”四字。

## 家庭
- 父親譚鍾麟，清末重要政治人物，曾任陝甘總督、閩浙總督、兩廣總督等職。
- 母親李祥明，譚延闓日記有先母墓志銘乙篇。李太夫人亡於1917年10月11日。
- 妻子：方榕，字榕卿，江西布政使方汝翼女，1918年過世，終年38岁。
- 長女，譚淑舜
- 長子，譚伯羽
- 二女兒，譚靜（未滿10歲夭折）
- 三女兒，譚祥，嫁給陳誠，陳誠曾任中華民國行政院長、副總統。陳誠與譚祥之子陳履安曾任監察院院長、第一屆總統公民直選候選人。
- 二兒子，譚弼（字季甫）
- 四女兒，譚莉，嫁浙江奉化人、陸軍中將毛景彪，他是蔣中正元配、蔣經國生母毛福梅堂弟，子毛高文曾任國立清華大學校長、教育部部長、考試院副院長
- 表哥為馬麒的重要幕僚黎丹[18]。

## 書法
譚延闓的字（外部圖片）結體寬博，顧盼自雄。是清代錢灃之後又一個寫顏體字的大家。顏楷自從被米南宮批判之後，一直不很被重視。清初基本上是董其昌書法的天下。直到清中葉劉石庵以及後來錢灃、何紹基、翁同龢等出，顏書才始得復興。但清代書法家多數還是寫行書草書，篆書隸書也頗有好手，只是楷書尚不多見。錢灃是一時名家，學顏體字得其神趣，氣象渾穆。但不若顏魯公之靈妙。南京中山陵碑上「中國國民黨葬總理孫先生於此」及其落款「中華民國十八年六月一日」即為譚延闓所題。譚延闓被列為「国民黨四大书法家」之一，即楷书谭延闿、草书于右任、隶书胡汉民、篆书吴敬恆。

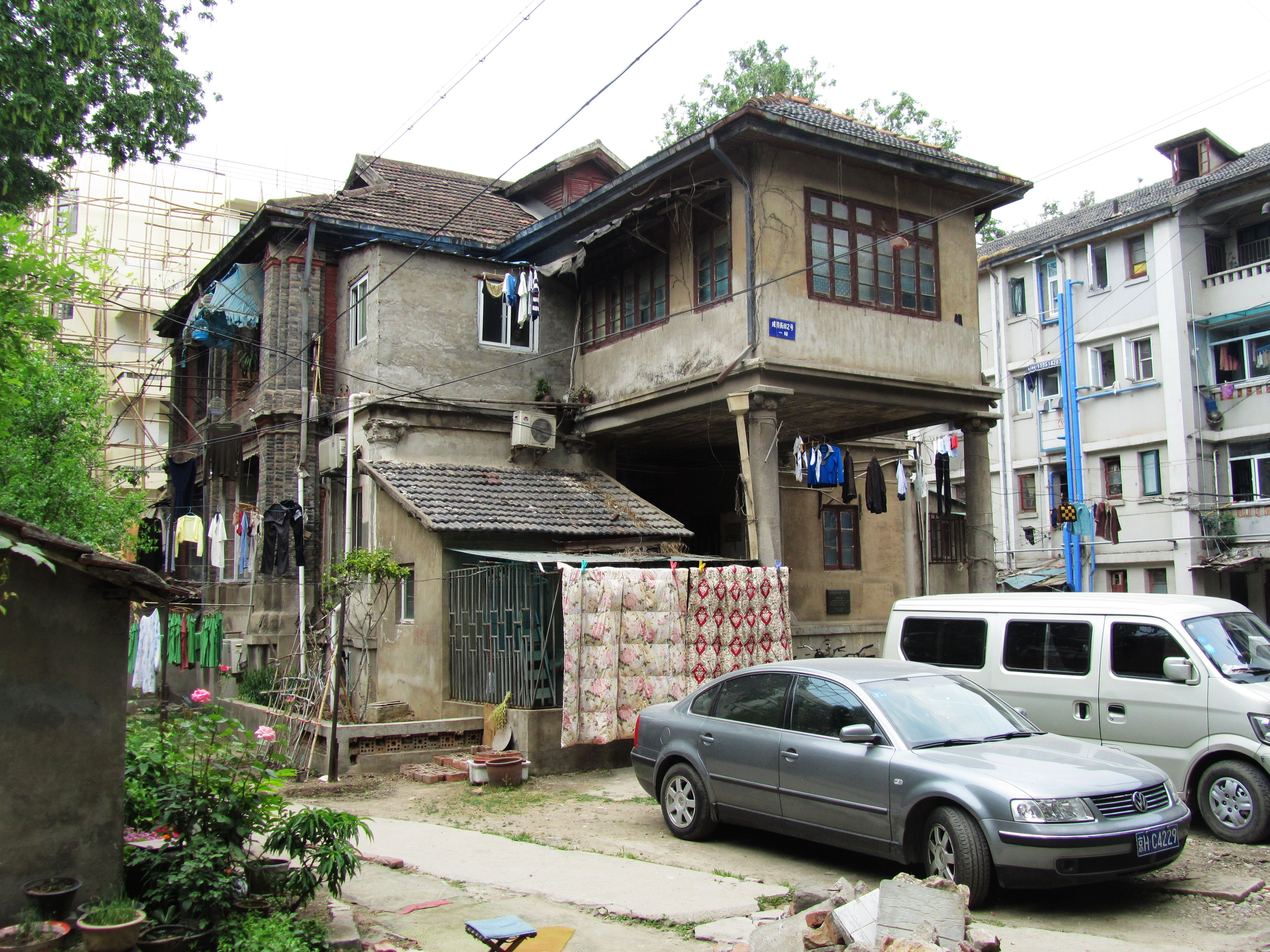
南京成贤街谭延闿故居
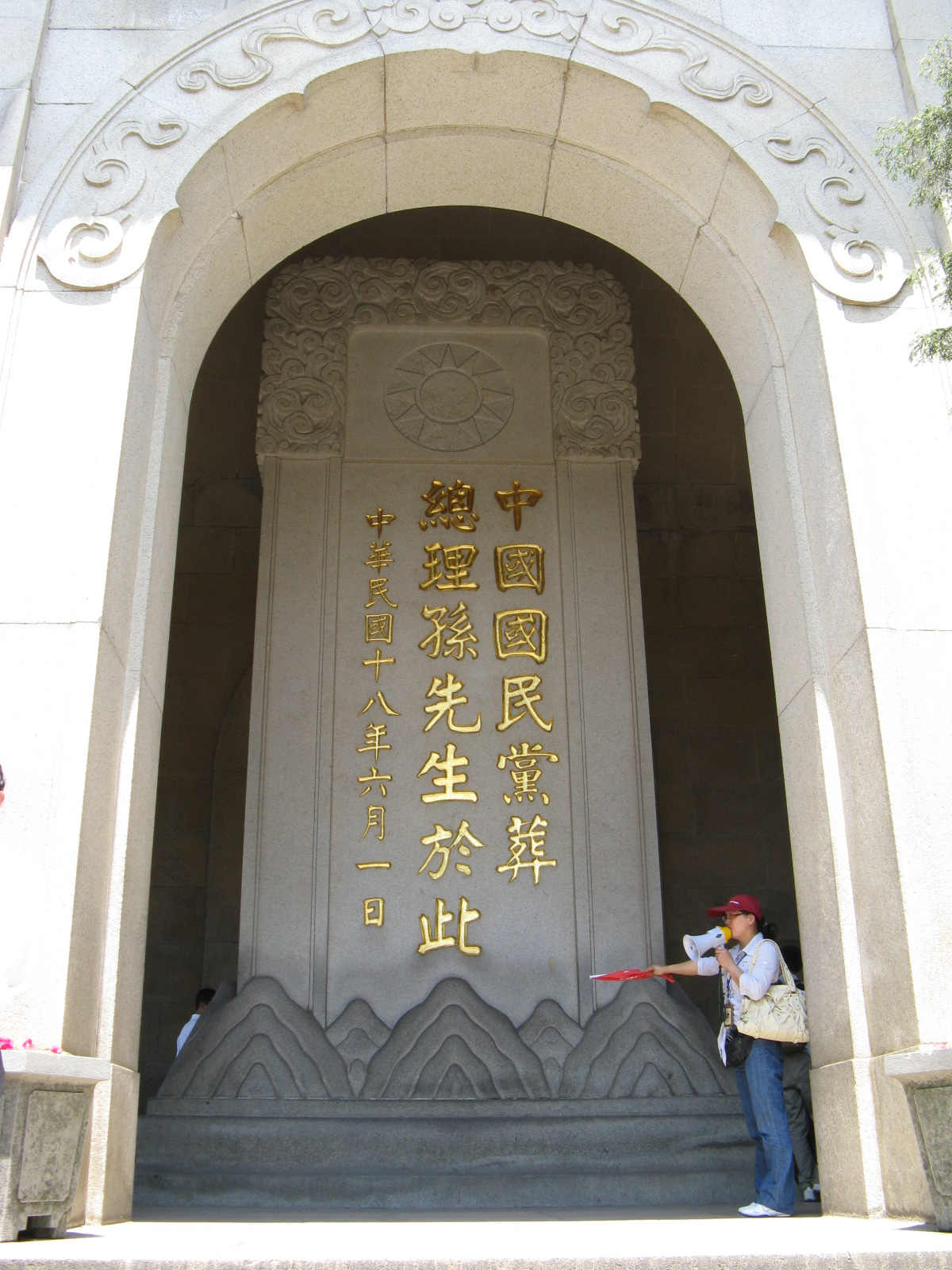
譚延闓為中山陵的題字
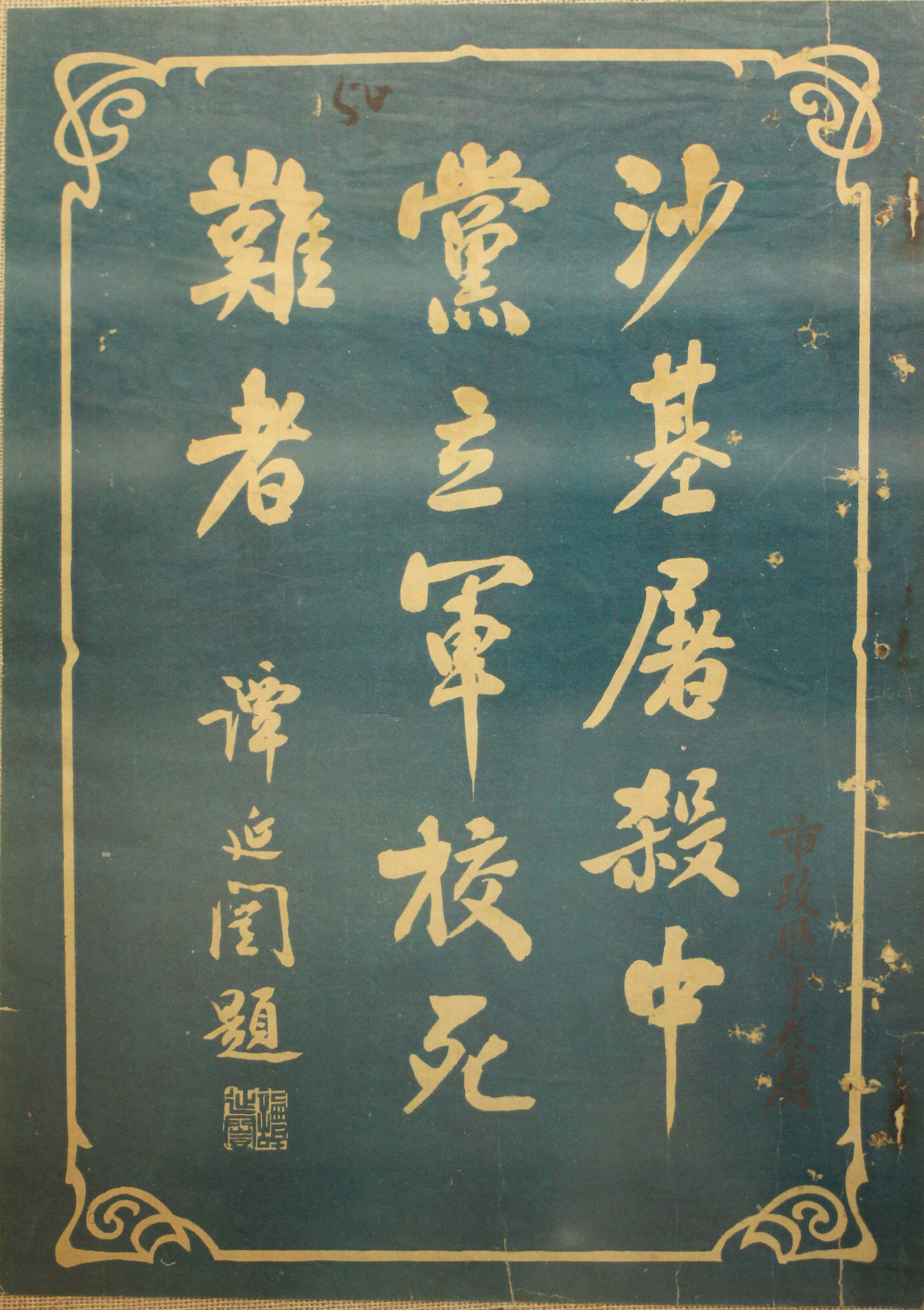
《沙基屠殺中黨立軍校死難者》
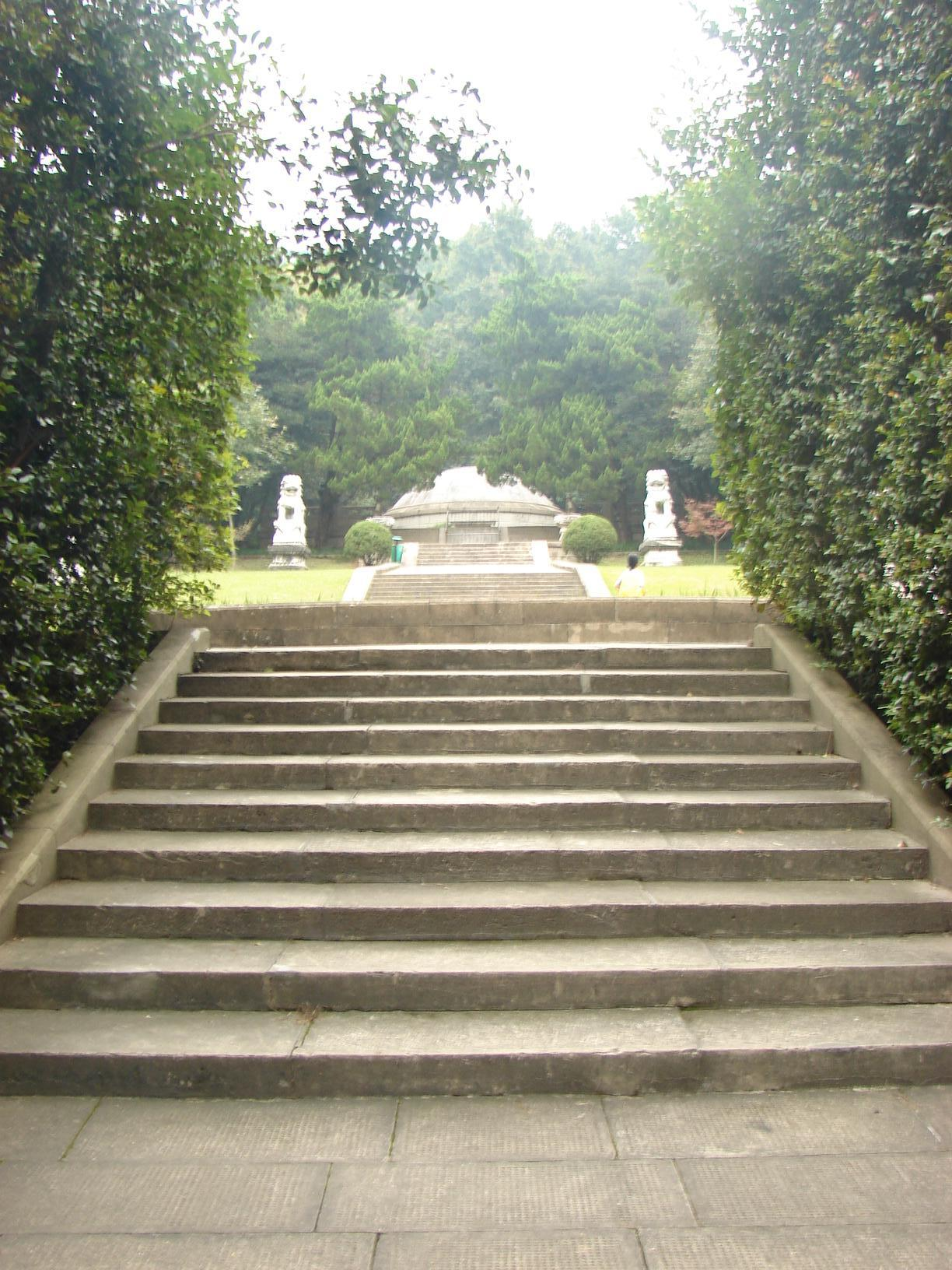
谭延闿墓

## 評價
章太炎《章炳麟對於南省四督之月旦》：「進士出身，學問冠于四督，乃文人而非武人，人物頗好，可適爲國會議長。」南省四督指江西都督李烈鈞、湖南都督譚延闓、安徽都督柏文蔚、廣東都督胡漢民，四人于1913年5月共同反對善後大借款，章太炎即評於此事發生后。